# Runenstein von Nasta
Koordinaten: 59° 20′ 25,1″ N, 15° 21′ 2,3″ O

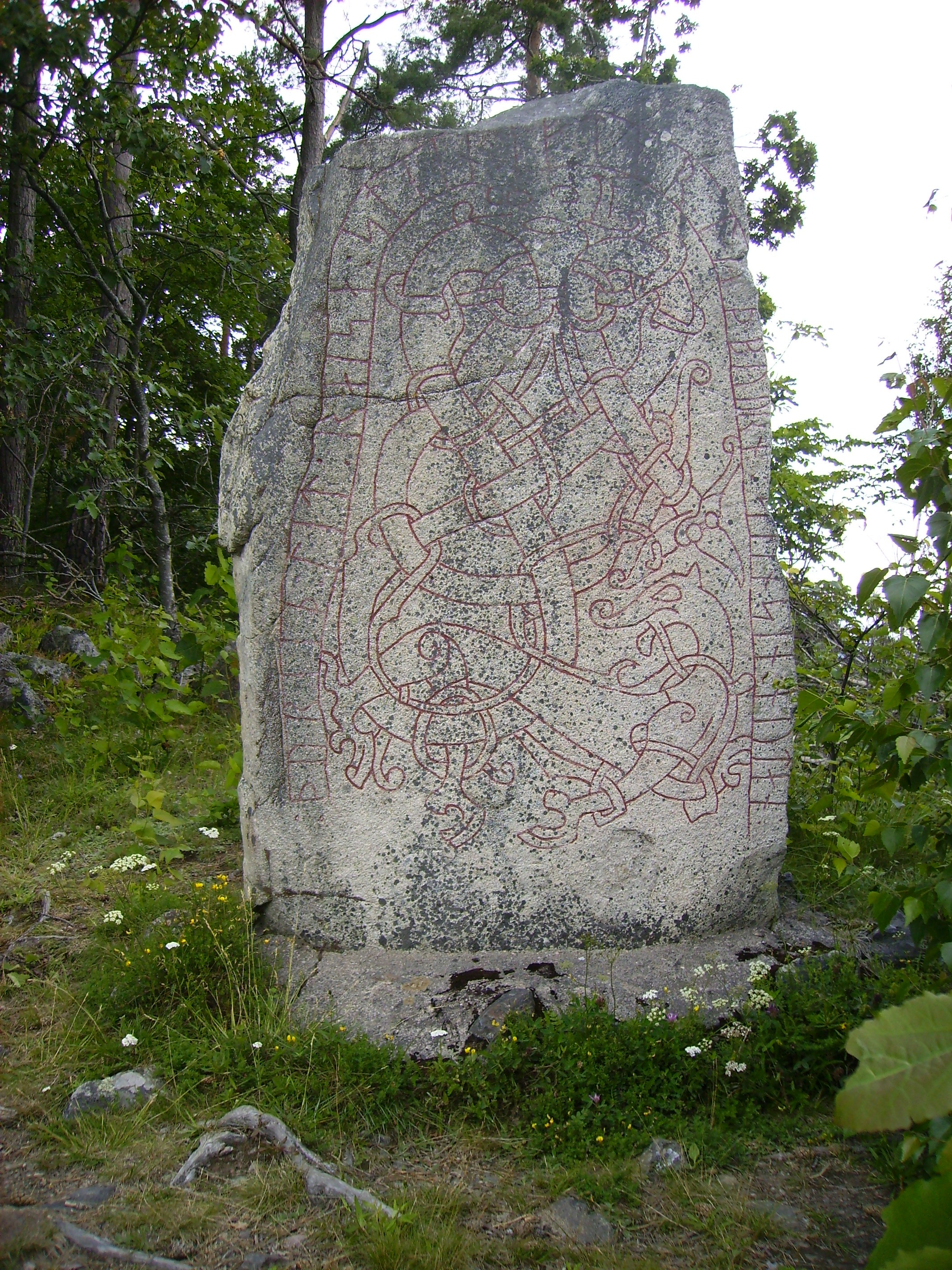
Der Nastastein

Der etwa zwei Meter hohe Runenstein von Nasta (schwedisch Nastasten – Nä 34) (auch Runenstein von Rinkaby genannt) gilt als ein vollendetes Beispiel für den Urnes-Stil. Er steht nördlich von Fellingsbro in der schwedischen Provinz Örebro län und der historischen Provinz Närke, am Waldrand nahe der Straße.
Sein Zentrum bildet ein, stilistisch dem „Windhund“ am Portal von Urnes verwandtes Drachenwesen. Die Führung, Verzweigung und Überkreuzung des Schlangenkörpers und der Rankenschlingen ist meisterhaft ausgeführt. Die Inschrift des Steines, den eine Mutter für ihren Sohn in der Wikingerzeit (etwa 1100 n. Chr.) errichtete und die im 19. Jahrhundert unsachgemäß nachgeschnitten wurde und deshalb etwas vage ist, lautet: „Tored ließ diesen Stein für Lydbjörn setzen, ihren guten Sohn“. Der Name Tored kommt auf keinem anderen Stein vor, während Lydbjörn auch auf dem Stein von Skarpåker (Sö 154) vorkommt. Der Stein könnte von dem Runenmeister Livsten stammen. Livsten war ein uppländischer Runenmeister, der zwischen 1030 und 1050 etwa 18 Runensteine „beschrieben“ hat, von denen er vier signierte, darunter U 1164 bei Heby. Seine Arbeiten waren durch große Vierbeiner und verschlungene Ornamente gekennzeichnet.